# 85 Іо
85 Іо́ (лат. Io) — мала планета (астероїд) у Сонячній системі.
Відкритий 19 вересня 1865 року американським астрономом Х. Г. Ф. Петерсом у Клінтоні, США. Астероїд названий на честь Іо, дочки найдавнішого аргоського царя і водночас річкового бога Інаха у давньогрецькій міфології. Також ім'ям Іо названо один із супутників Юпітера.
Астероїд належить до спектрального типу C, не перетинає орбіту Землі, і обертається навколо Сонця за 4,32 юліанських років.